# Gymnocheta frontalis
Gymnocheta frontalis är en tvåvingeart som beskrevs av Brooks 1945. Gymnocheta frontalis ingår i släktet Gymnocheta och familjen parasitflugor.
Artens utbredningsområde är Alberta. Inga underarter finns listade i Catalogue of Life.